# Nashorn
Pour le logiciel, voir Nashorn (moteur JavaScript).
Le Nashorn (littéralement Rhinocéros), codifié Sd.Kfz. 164, désigné initialement sous le nom de Hornisse (frelon en allemand) était un chasseur de chars allemand de la Seconde Guerre mondiale. 
Il fut développé en tant que solution intermédiaire en 1942 et était armé du puissant canon anti-char de 88 mm. Bien que légèrement blindé et présentant une silhouette élevée, il resta en service jusqu’à la fin de la guerre et démontra qu’il était un assez bon chasseur de chars.

## Développement
Après que les Allemands eurent pris la mesure des nouveaux chars soviétiques tels le T-34 ou le KV-1 au cours de l’opération Barbarossa, le besoin d’un chasseur de char capable de détruire ces chars lourdement blindés devint évident.
En février 1942, la société d’armement Alkett (Altmärkische Kettenwerke GmbH) de Berlin conçut un chasseur de chars en partant des Sturmgeschütz III et IV qu’elle venait de développer et qui, comme leurs noms l’indiquent, utilisaient des composants des Panzer III et Panzer IV. Le canon de DCA de 88 mm (PaK) 43 L/41, un canon anti-char pourvu d’un long tube, fut monté à l’arrière du châssis avec son bouclier protecteur une structure sans toit fut construite autour du canon pour donner à l’équipage une certaine protection.  Le canon avait les mêmes gisement et élévation que s’il avait été sur son propre affût: 15° de chaque côté et -5° à + 15° en élévation.  Pour s’adapter au long et lourd canon, la coque avait dû être allongée et le moteur transféré de l’arrière au centre du châssis.  Des considérations de poids eurent pour effet qu’il fallut limiter la quantité de blindage protégeant le poste de combat, l’équipage étant seulement protégé du souffle des explosions et des armes légères.
Ce modèle fut présenté à l’approbation d’Adolf Hitler en octobre 1942 et entra en production début 1943. Il eut plusieurs désignations officielles, telles que 8,8 cm PaK 43 (L/71) auf Fahrgestell Panzerkampfwagen III/IV (Sf.) ou 8,8 cm PaK 43 (L/71) auf Geschützwagen III/IV (Sd. Kfz. 164), bien qu’il fût aussi connu comme le Panzerjäger Hornisse (en français frelon).
Durant la première moitié de 1943, un nouveau modèle du Hornisse fut mis en production. Ce modèle comportait une version améliorée du canon de DCA de 88 mm: le (PaK) 43/1 L/71, une modification du bouclier frontal du conducteur avec d’autres petites différences. La différence entre ce modèle et son prédécesseur, dont peu d’exemplaires avaient été construits, pouvait à peine être distinguée. Tous les véhicules furent nommés Nashorn par ordre d’Hitler.
La production totale des Hornisse et Nashorn s’éleva à 494 véhicules, dont la plupart furent construits en 1943. En tant que chasseur de chars, il fut rapidement remplacé par de nouveaux modèles, tels le Jagdpanzer IV et le Jagdpanther. Toutefois la production continua, bien qu’à une cadence assez lente jusqu’en 1945.
Deux Nashorn ont survécu dans des musées militaires: au United States Army Ordnance Training and Heritage Center à Fort Lee depuis 2010 et au nouveau Patriot Park de Kubinka en Russie à partir de 2015 (ce char était précédemment exposé au Kubinka Tank Museum).

## Engagements
Le Hornisse/Nashorn fut livré aux schwere Panzerjäger-Abteilungen (Bataillons anti-chars lourds), dont six finirent par en être équipés, à savoir les schwere Panzerjäger Abteilungen 560, 655, 525, 93, 519 et 88. Chaque bataillon était équipé de 30 Nashorn.
Le canon du Nashorn était un des canons anti-chars les plus efficaces à avoir été déployés au cours de la guerre. Son obus souscalibré pourvu d'un cœur au carbure de tungstène, Pzgr. 40/43, était capable de pénétrer 190 mm de blindage d’acier à un angle de 30 ° à une distance d’impact de 1 000 m. Les qualités exceptionnelles du canon permettaient au Nashorn d’engager les chars ennemis alors qu’il se trouvait hors de leur portée.
Le Hornisse/Nashorn fit ses débuts au cours de la bataille de Koursk, où il s’illustra. Sa capacité à engager l’ennemi de loin annulait les désavantages résultant de son faible blindage et de sa haute silhouette et démontra que son canon convenait aux paysages ouverts et plats qui couvraient une grande partie de la Russie. À l’instar de tous les véhicules armés d’un PaK 43 ou KwK 43, le Nashorn pouvait percer un trou dans le bouclier frontal de tout véhicule blindé allié. On rapporte qu’au début de 1945, un Nashorn mit hors de combat un IS-2 soviétique à une distance de 4 600 mètres.
En octobre 1943, Hitler vendit 9 exemplaires du Nashorn à la république de Salo (Italie) car celle-ci ne disposait pas de canon anti-char efficace contre les derniers blindés alliés.
Le 6 mars 1945, à Niehl près de Cologne, un Nashorn de la 2e compagnie, Schwere Heeres-Panzerjager-Abteilung 93 détruisit un M26 Pershing appartenant à la 3e division blindée américaine.

## Galerie

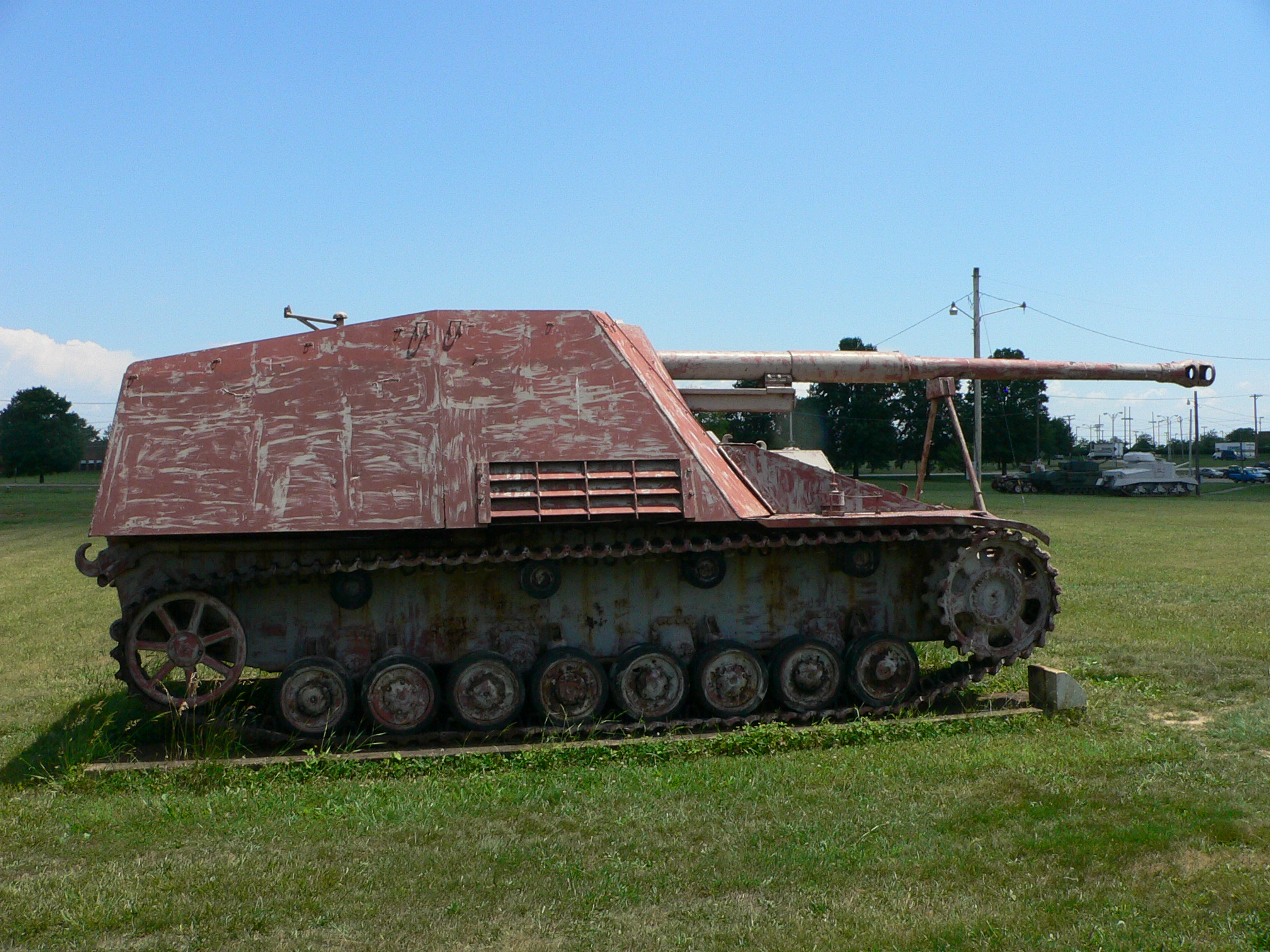
Autre vue du Nashorn au US Army Ordnance Museum
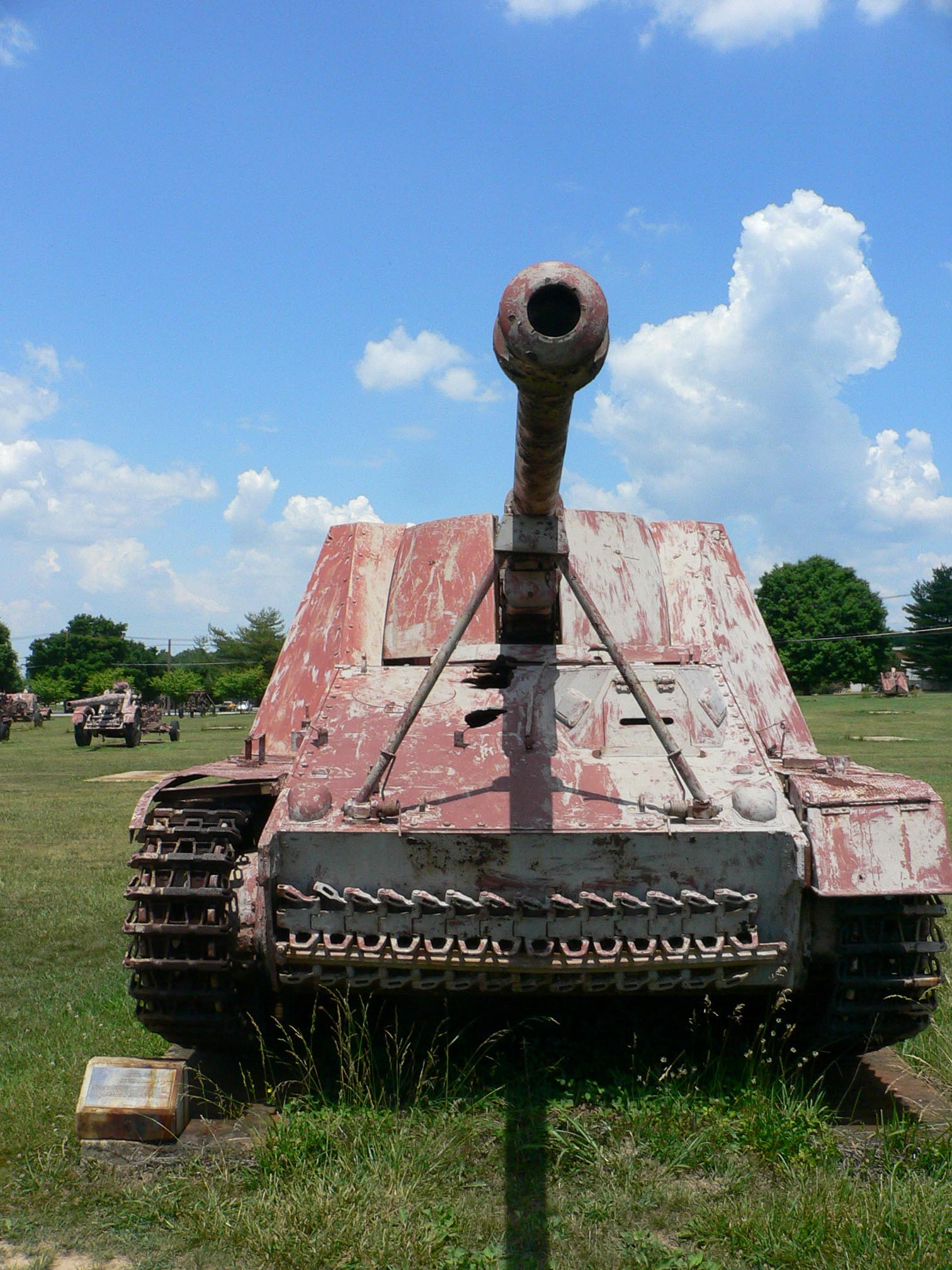
Autre vue du Nashorn au US Army Ordnance Museum
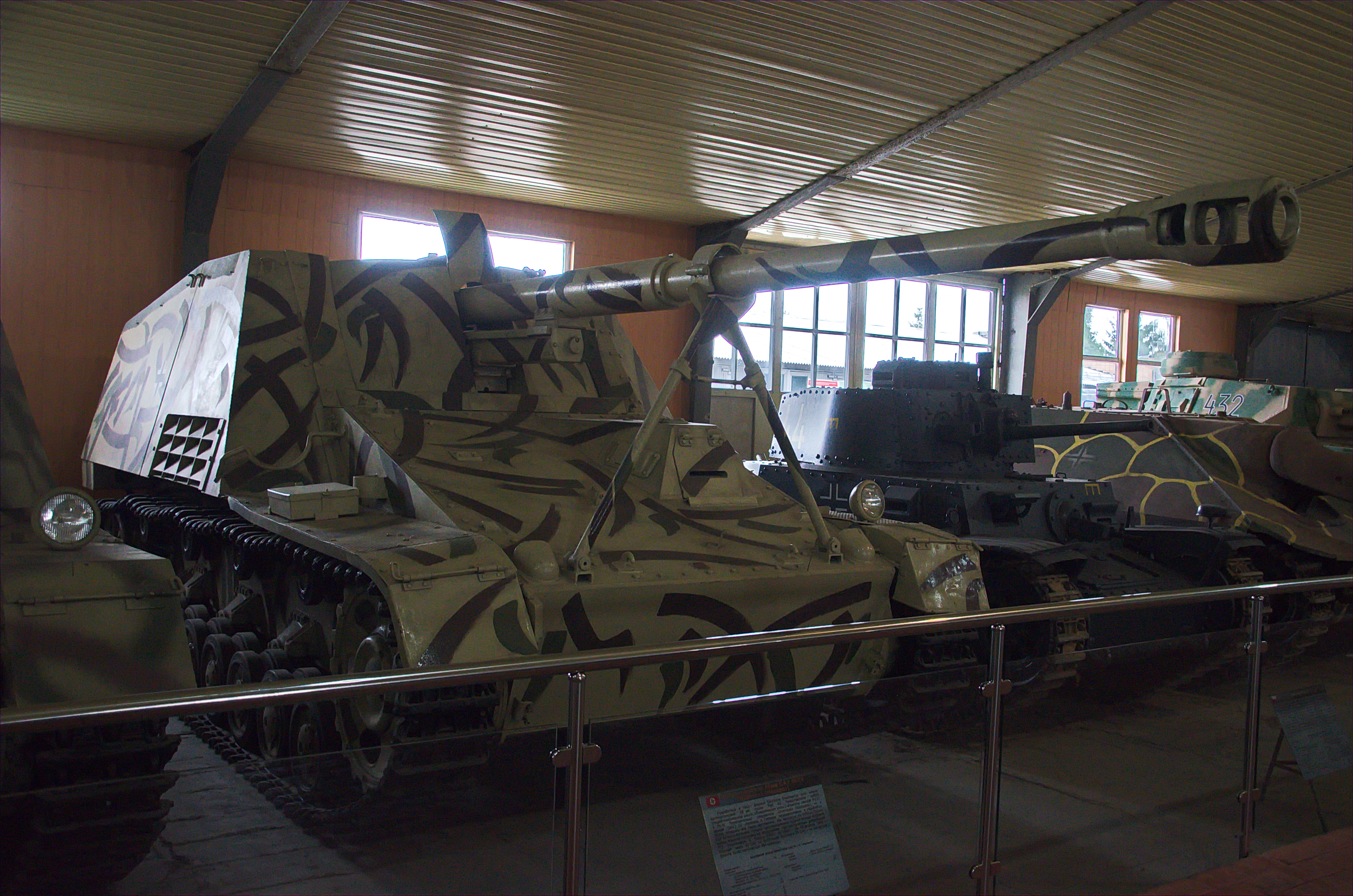
Nashorn au Panzermuseum de Kubinka
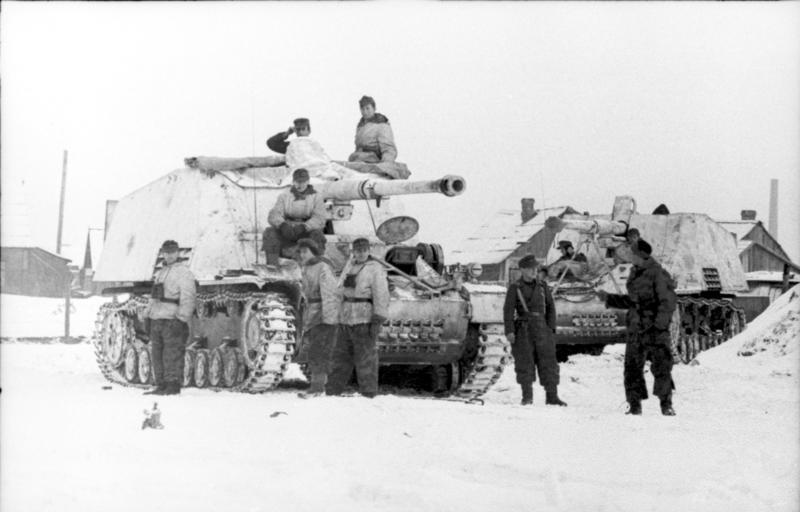
Nashorn sur le front russe
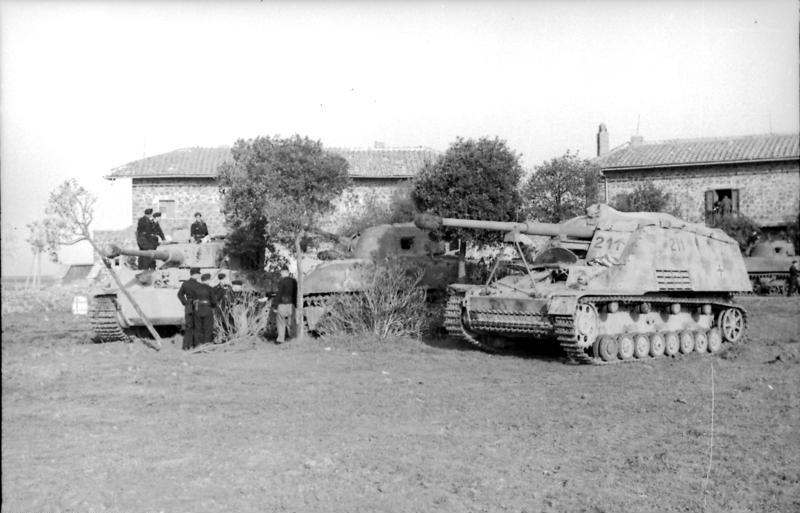
Nashorn sur le front italien
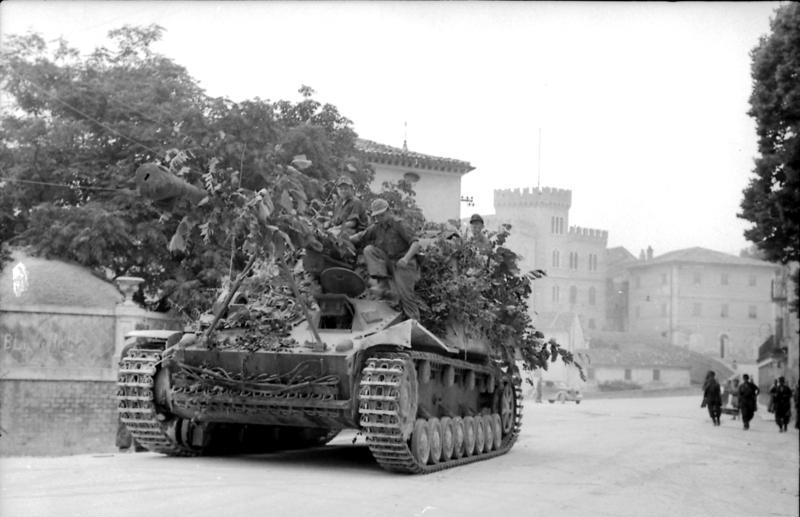
Nashorn sur le front italien